# Стоян Суботін
Суботін Стоян (серб. Стојан Суботин, 1921–1977) — сербський літературознавець, професор слов'янських літератур у Белградському університеті (Югославія), полоніст.
Автор статей про Тараса Шевченка, Лесю Українку, про сербсько-українські літературні зв'язки, короткого нарис історії української літератури; інформації про розвиток україністики. Стоян Суботін переклав сербською роман Юрія Яновського «Вершники» («Konjanici», 1965).